# Paul Casimir Dubois
Pour les articles homonymes, voir Dubois.
Paul Casimir Dubois est un homme politique français né le 22 février 1867 à Jumel (Somme) et décédé le 16 décembre 1942 à Contay (Somme).

## Biographie
Agriculteur, vice-président du syndicat des agriculteurs de la Somme, il maire de Montigny, conseiller d'arrondissement de 1901 à 1904, puis conseiller général du canton de Villers-Bocage de 1904 à 1919 et député de la Somme de 1919 à 1928, siégeant sur les bancs radicaux.

## Sources
- « Paul Casimir Dubois », dans le Dictionnaire des parlementaires français (1889-1940), sous la direction de Jean Jolly, PUF, 1960 [détail de l’édition]